# Iglesia de la Vega (Zamora)
La iglesia de la Vega (denominada también iglesia de Santa María de la Vega) es un templo cristiano ubicado en la ciudad de Zamora. Fue construida a mediados del siglo XII. Adyacente a la muralla norte, cercana a la puerta del mercadillo. Inmersa en el barrio de la Vega. Desde finales del siglo XVIII la iglesia ya no presta servicios religiosos.